# 浅原凜
浅原 凜（あさはら りん、2002年〈平成14年〉7月28日 - ）は、日本の女性アイドル、タレント。女性アイドルグループ『Peel the Apple』のメンバーで、リーダーを務める。
静岡県島田市出身。プラチナムプロダクション所属。

## 略歴
小学1年の時、友達の影響でキッズブランドのカタログモデルを始め、広告に登場していたが、中学入学前に原宿・竹下通りでスカウトされ、プラチナムプロダクションと契約を結んだ。
2017年1月、Shibu3 projectの第1期メンバーに選ばれ、ピンククラスに配属。傘下のガールズグループ『ぴーおん♡』にも参加し、ライブ活動を行っていた。また『ミスiD2018』にもエントリーしたが、受賞は逃している。
2020年、メンバー欠員が出ていた『26時のマスカレイド』の新メンバーオーディションに応募し、ファイナリスト10名の中に入るも、中村果蓮にその座を奪われ落選。その後浅原を含むファイナリスト8人によりPeel the Apple（以下、ぴるあぽと略す）が結成。2024年12月7日に松村美月が卒業して以降は、ぴるあぽの2代目リーダーとしてグループをまとめている。
ぴるあぽ以外の活動では、2024年9月14日 - 16日に横浜アリーナで開催された『@JAM EXPO 2024』において、一宮彩夏（当時JamsCollection）・小鳩りあ（当時でんぱ組.inc）と共にナビゲーターユニット『rad sound rebels』（ラッド サウンド レヴェルズ）を組み、同年7月6日にrad sound rebelsとしてのオリジナル曲「Changing」をリリースした。またぴるあぽで共働した黒嵜菜々子や、葵音琴（月に足跡を残した少女達は一体何を見たのか…）・池本しおり（テラテラ）・月森湖子（ルージュブック）と共にスペシャルユニット『SUPER VENUS』（スーバーヴィーナス）を組み、TOKYO IDOL FESTIVAL 2024でパフォーマンスを行った。
2025年2月12日、自身初のソロ写真集「凜」を扶桑社より発売。

## 人物
- 子供の頃からアイドルについての知識はなかったが、事務所の先輩であった26時のマスカレイドに興味を示したことからニジマスのオーディションを受けた[5]。
- ラフなファッションが好みで、好きな色はピンク[9]。但しぴるあぽの担当カラーはスカイブルーである[5][14]。
- ぴーおん♡で共働した夏目一花[注 5]の家に泊まったことがあり、週末は夏目の家から一緒にライブに通っていたとのこと[7]。
- 長いまつ毛がチャームポイントで、テレビのバラエティ番組に出演した際は、両目のまつ毛につまようじを12本乗せることが出来た[14]。
- 憧れの女優は中条あやみ[6]。
- 乃木坂46のファンで、2023年10月20日に放送されたFM FUJI『沈黙の金曜日』にゲスト出演した際は、同番組のパーソナリティを務める弓木奈於と対面。「とっても優しくておめめがきゅるきゅるで可愛かった」と述べている[16]。

## 作品

### 写真集
- 凜（扶桑社・2025年2月12日発売）[1][2]

### CD
- rad sound rebels「Changing」（2024年7月6日発売）[12][動画 3]